# Cygne trompette
Cygnus buccinator
Espèce
Statut de conservation UICN

 LC  : Préoccupation mineure
Le Cygne trompette (Cygnus buccinator) est l'une des plus grandes espèces de cygnes originaires d'Amérique du Nord. C'est une espèce qui a failli disparaitre, qui reste menacée, et qui fait l'objet de réintroductions, mais dont la première cause de mortalité semble encore être le saturnisme aviaire,.
De loin, ou quand il est jeune, il est souvent confondu avec le Cygne siffleur (Cygnus columbianus). Il se reproduit dans de vastes étangs peu profonds ou sur de larges rivières lentes, dans le nord-ouest et le centre de l'Amérique du Nord, avec une meilleure survie des reproducteurs en Alaska
C'est un oiseau migrateur qui arrive habituellement dans son aire de reproduction au début du printemps peu après la fonte des glaces, et part en hivernage peu avant les gels. En hiver, il migre vers le sud du Canada et la partie orientale des États du Nord-Ouest des États-Unis. Certains individus ont même été observés assez loin au sud, au-delà de Pagosa Springs (Colorado).
Dans ses habitats situés les plus au sud, cet oiseau peut rester sédentaire.
Le nom de cygne trompette vient du cri que l'oiseau pousse et qui évoque le son d'une trompette.

## Description
Cet oiseau a un plumage blanc, un long cou, un bec court et noir qui s'étend jusqu'aux yeux et de courtes pattes noires.

Son envergure peut atteindre 3 mètres. Les cygneaux ont un duvet gris qui devient plumage blanc après la première année.
Les adultes pèsent en général de 21 à 30 livres (les grands mâles dépassant 35 livres).
Ils muent en été et perdent temporairement leurs plumes de vol (la femelle juste après l'éclosion des œufs, et le mâle un mois plus tard, quand la femelle a fini sa mue).
Ils peuvent vivre jusqu'à 20–30 ans. Les jeunes sont gris et ne deviennent blanc avec un bec noir jusqu'à environ un an.

## Habitat, répartition et migrations

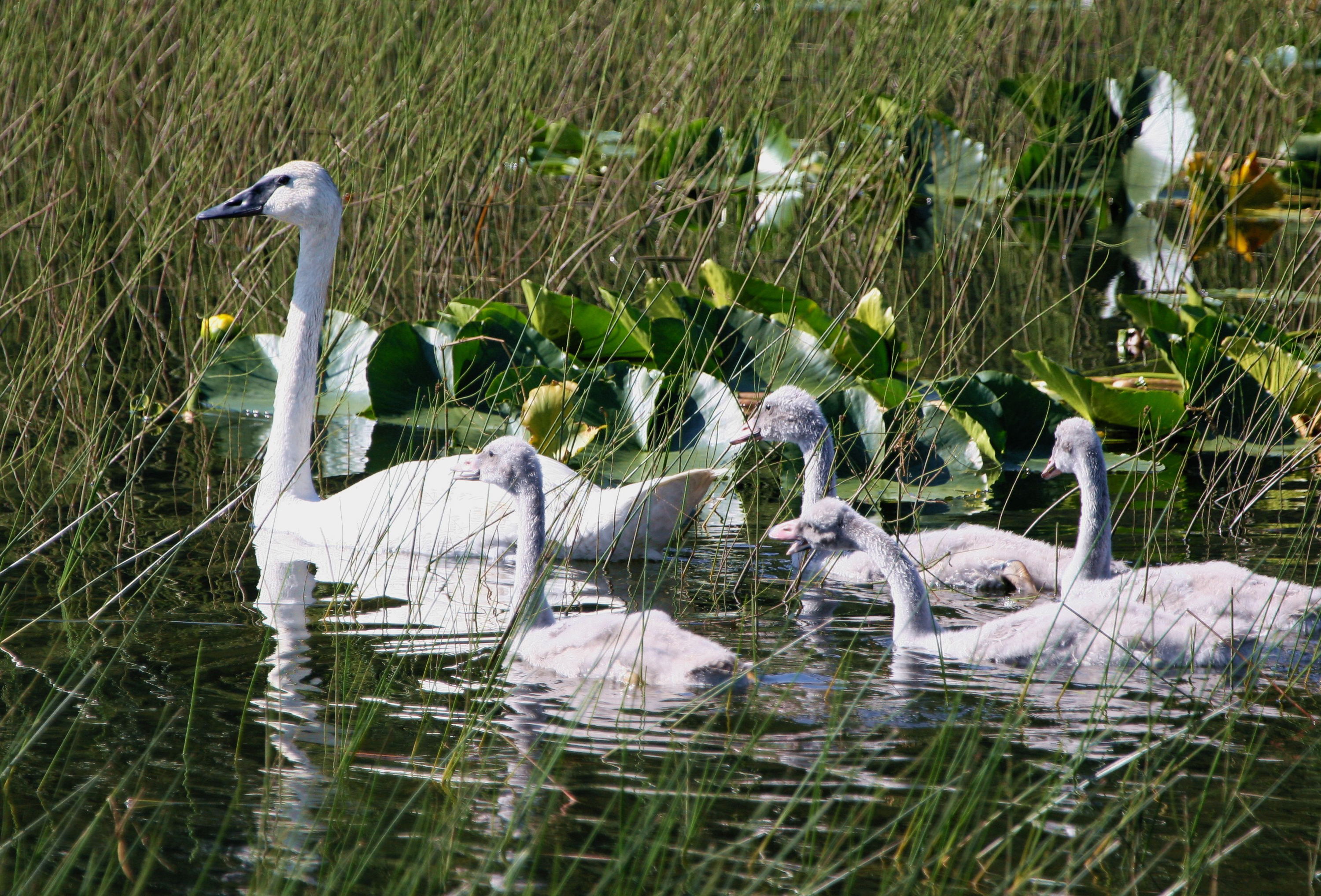
Mère et ses petits, dans leur habitat

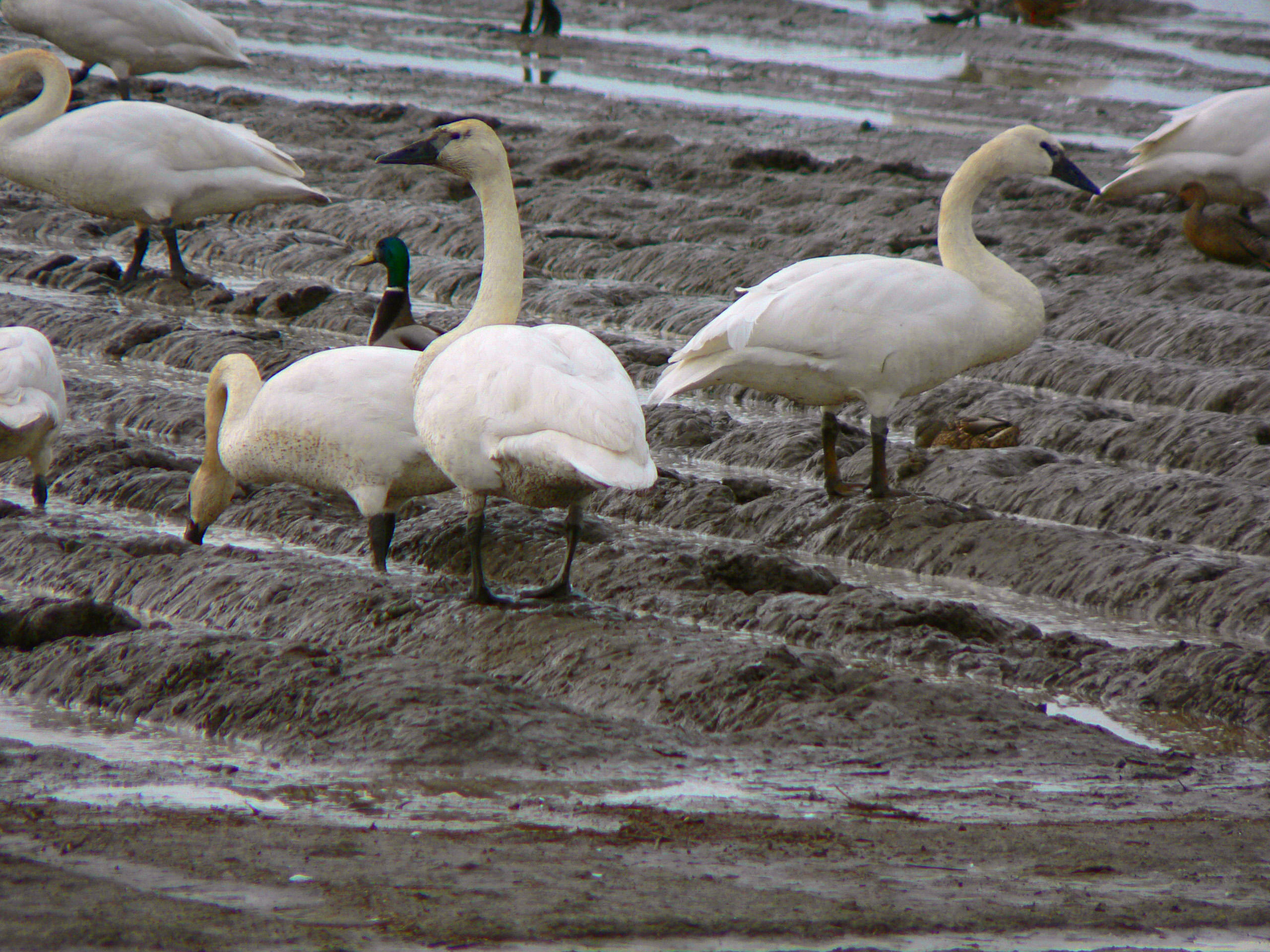
Comme d'autres espèces, avec l'extension de l'agriculture intensive, certains groupes ont changé leur comportement et se nourrissent aussi de rémanents agricoles.

Son habitat idéal comprend des zones humides peu profondes (1-3 pieds de profondeur) dans des régions isolées, protégées de toute perturbation humaine (dont chasse) avec un mélange varié de la végétation émergente et d'eau libre abritant une flore submergée riche variété.
Le Cygne trompette était autrefois présent dans l'Amérique du Nord tout entière mais il a été chassé jusqu'à sa presque extinction au début du XXe siècle.
C'est une espèce aujourd'hui presque exclusivement nordique ; son habitat de reproduction est principalement situé dans de grandes étendues d'eau peu profonde et les larges rivières du nord-ouest de l'Amérique, notamment en Alaska. L'espèce est concernée par plusieurs programmes de réintroduction,, dont certains ont été des échecs partiels et sont difficiles, car les animaux réintroduits se nourrissent à une profondeur telle, et d'une manière telle, qu'ils s'empoisonnent fréquemment en avalant des grenailles de plomb de chasse, et meurent alors de saturnisme aviaire, même dans les zones où le plomb est interdit dans les cartouches depuis plus de 20 ans, ou transformées en réserve naturelle il y a plus de 40 ans. Il semble plus sensible au plomb encore que d'autres cygnes.

Les cygnes basés plus au nord migrent vers la côte Pacifique et le midwest américain, volant vers le sud en formation en V.

## Comportement social et de reproduction
Les couples se forment pour la vie et se choisissent un territoire d'environ 6 à 150 acres, souvent près de la zone de nidification où la femelle a éclos.

Si un couple nidifie (vers mi-avril) au même endroit deux étés de suite, ils restent généralement attaché au même site jusqu'à la fin de leur vie.
La femelle pond 3 à 9 œufs (blanc cassé) dans un grand nid (monticule fait de branches et de plantes) souvent posé sur une petite île, une tanière de castors ou de rats musqués ou une plate-forme flottante.

La femelle couve ses œufs de 33 à 34 jours alors que le mâle défend le nid.

Les jeunes commencent à voler à environ 14 semaines d'âge. Ils passent le reste de l'été à se préparer pour la migration.
Le cygne trompette peut utiliser le même nid des années durant et les cygnes s'accouplent souvent pour la vie. Les jeunes sont capables de nager très vite après leur naissance mais ne savent voler qu'à partir de 3 ou 4 mois.

## Alimentation
Les Cygnes trompette se nourrissent de plantes aquatiques et de quelques invertébrés qu'ils attrapent en nageant, basculant leur tête sous l'eau afin d'atteindre la végétation submergée (y compris de nuit comme de nombreuses espèces d'oiseaux de zones humides).
Pendant l'hiver, ils peuvent aussi se nourrir d'herbes et de graines dans les prés, et on commence à les voir dans certains champs picorer des pousses d'herbacées ou des graines tombées lors des récoltes précédentes.
Les jeunes sont d'abord nourris d'insectes et de petits crustacés, et changent pour un régime végétarien après quelques mois.

## Prédateurs
Les adultes se défendent assez bien en fuyant leurs prédateurs, mais des œufs de cygne trompette peuvent parfois être mangés par le grand corbeau (Corvus corax), le raton laveur (Procyon lotor), le carcajou (Gulo gulo), l'ours noir (Ursus americanus), l'ours brun (Ursus arctos), le coyote (Canis latrans), le loup gris (Canis lupus) ou la loutre de rivière (Lontra canadensis). Ces mêmes espèces peuvent aussi s'emparer des poussins ou jeunes cygnes, de même que la tortue serpentine (Chelydra serpentina), le goéland de Californie (Larus californicus), le grand-duc d'Amérique (Bubo virginianus) ou le vison d'Amérique (Mustela vison).

Les grands cygnes et adultes nicheurs, notamment quand ils sont victimes de saturnisme aviaire, peuvent être la proie de l'aigle royal (Aquila chrysaetos), du lynx roux (Lynx rufus), du renard roux (Vulpes vulpes) ou du coyote.
Peu de prédateurs (hormis éventuellement le lynx et l'aigle royal) sont capables d'attaquer et tuer des cygnes adultes quand ils ne sont pas en période de nidification ou de mue.

## Dynamique des populations, état, pressions, menaces
Dans les années 1800, il était chassé pour ses œufs et sa viande, mais aussi pour ses plumes qui servaient à l'écriture et son duvet qui servait à la fabrication d'oreillers, au point qu'il a failli disparaître.
Grâce à des programmes de protection et réintroduction, depuis le début du XXe siècle, les populations de cygnes trompette se sont peu à peu reconstituées. Des efforts ont été engagés et sont encore en cours pour le réintroduire dans d'autres parties de son aire naturelle de répartition, notamment la région des Grands Lacs en Amérique du Nord ; La population actuelle est estimée à 18 000 individus, l'espèce est intégralement protégée sur l'ensemble de son aire de répartition.
Des cygnes trompettes sont parfois encore confondus avec des cygnes siffleurs, et abattus à la chasse.

## Plans de restauration des populations

Carte de répartition
Aire de nidification
Présent à l'année
Aire d'hivernage

Aux États-Unis, comme au Canada (en Ontario notamment,), des expériences de réintroduction sont menées, avec difficultés comme l'illustre l'exemple du Centre canadien Wye Marsh, qui conduit sur la réserve provinciale de faune du marais Wye, des programmes pour la survie de la faune depuis 1986, en testant des stratégies de gestion et de recherche incluant des programmes de réintroduction du cygne trompette. Cette zone a été retenue en se basant notamment sur des données d'écologie rétrospective et d'écopotentialité ; par exemple, la vallée de Wye possède - dans l'Est du Canada - de riches données zoo-archéologiques sur l'espèce, grâce à l'analyse de dépotoirs du XVIIe siècle de la mission de Sainte Marie chez les amérindiens Hurons. 
En 1993, le Centre Wye Marsh a élevé et relâché 6 cygnes sauvages qui sont a priori les premiers cygnes trompettes à vivre à nouveau à l'état sauvage dans le sud de l'Ontario depuis plus de 200 ans. De 1993 à 1995, 24 cygnes ont été mis en liberté, et 22 autres attendaient d'être libérés. Le programme a dû être momentanément interrompu car plus de la moitié des oiseaux relâchés sont morts après avoir absorbé des grenailles de plomb de chasse qui reposaient sur les sédiments à environ 1 mètre de profondeur. La réserve avait été classée « zone de chasse non toxique » pour le gibier aquatique, conformément à la politique de « point chaud » du ministère des Ressources naturelles de l'Ontario et le SCF, car des millions de plombs toxiques tirés dans les décennies précédentes jonchent encore les fonds des zones humides autrefois chassées au plomb.
Avec l'aide financière d'un fonds créé par la Société Scott Paper Limited pour la survie des cygnes trompettes et du fonds d'assainissement des Grands Lacs, le Centre Wye Marsh conduit des recherches sur l'empoisonnement au plomb et sur des moyens de remédiation ou de rendre les grenailles de plomb non accessibles au gibier aquatique une fois que leur utilisation a été interdite.
Les populations restent fragiles, car la diversité génétique de l'espèce a été fortement réduite. Une seule femelle du Wye marsh a donné directement ou indirectement naissance à 70 descendants. L'université de Waterloo est associée au suivi de 191 cygnes de la réserve.

Au 31 décembre 2002, l'âge moyen des cygnes en vie était de 4,40 années pour les mâles et 4,77 pour les femelles. Pour ceux des cygnes morts qui ont été retrouvés, ils sont en moyenne morts à l'âge de 3,07 années pour les mâles et de 3,45 ans pour les femelles.

Le nombre total de couples nicheurs était de 29 (27 sauvages + 2 en captivité).

L'empoisonnement au plomb était encore au début des années 2000 la principale cause connue de décès avec 30 cas confirmés (33 cas ont pu être traités, dont 14 sont morts malgré le traitement et 19 libérés après le traitement). Les jeunes cygnes semblent être la catégorie la plus touchée par le saturnisme, avec 16 des 30 décès.

### Lesaturnisme aviaire

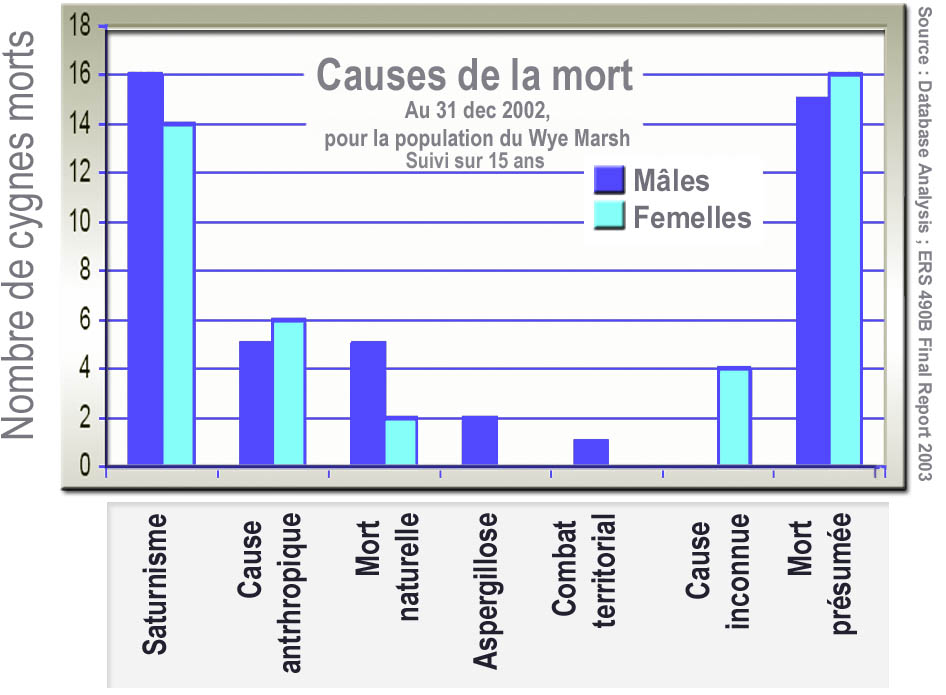
20 ans après l'interdiction du plomb, et après la mise en réserve, le saturnisme aviaire reste la première cause de mortalité de la population (issue de réintroductions) de cygnes trompette du Wye marsh. Les autres causes peuvent aussi, en partie, être favorisées par le saturnisme.

Le saturnisme aviaire est chez cette espèce très fréquent. Il est induit par ingestion de plomb de chasse, et parfois par ingestion de lests ou plombs de pêche. Il a été la première causes de mortalité de l'espèce (plus de 50 % des décès) dans les années 1980-1990 et reste une cause importante de mort ou affaiblissement des cygnes trompette.
Il arrive aussi que des cygnes se tuent par collision avec des lignes à haute tension ou des véhicules (il est possible que certaines de ces victimes aient aussi préalablement victimes de saturnisme). Quelques cygnes ont été illégalement tués à la chasse ou par des braconniers.
Il reste une des premières menaces pour l'espèce. À titre d'exemple, récemment (Février 2007), dans une zone d'hivernage du cygne trompette dans le Minnesota (dans un chenal peu profond d'eau libre joignant le lac Clearwater au lac Grass, à l'extrémité nord du lac Clearwater près d'Annandale), ce sont encore 15 cygnes trompette, sur 48 qui hivernaient là, qui sont morts empoisonnés pour avoir ingéré comme gastrolithe ou comme nourriture des grenailles de plomb (où l'on chassait autrefois le canard avec des cartouches au plomb). Ces grenailles reposaient théoriquement sur le fond depuis 20 à 50 ans, puisque le plomb est interdit dans les cartouches pour la chasse en zones humides depuis 1987. En 2007, le nombre de couples nicheurs était estimé à 200 pour tout le Minnesota.

## Galerie illustrative

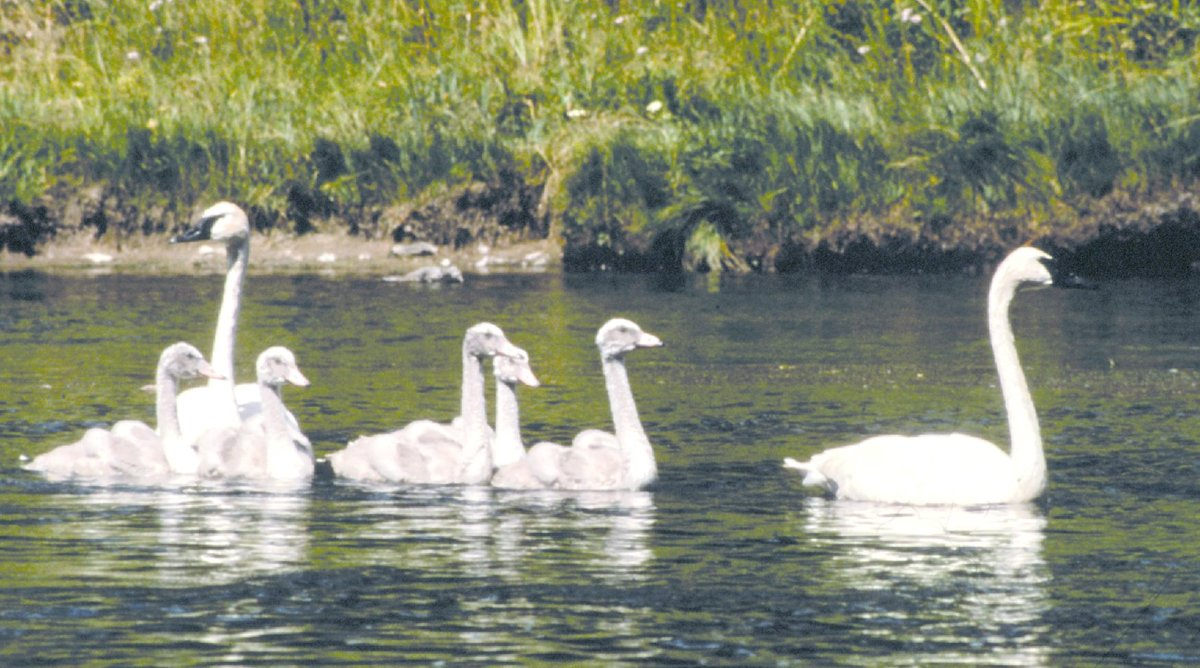
Cygnes trompettes dans le Grand Teton National Park
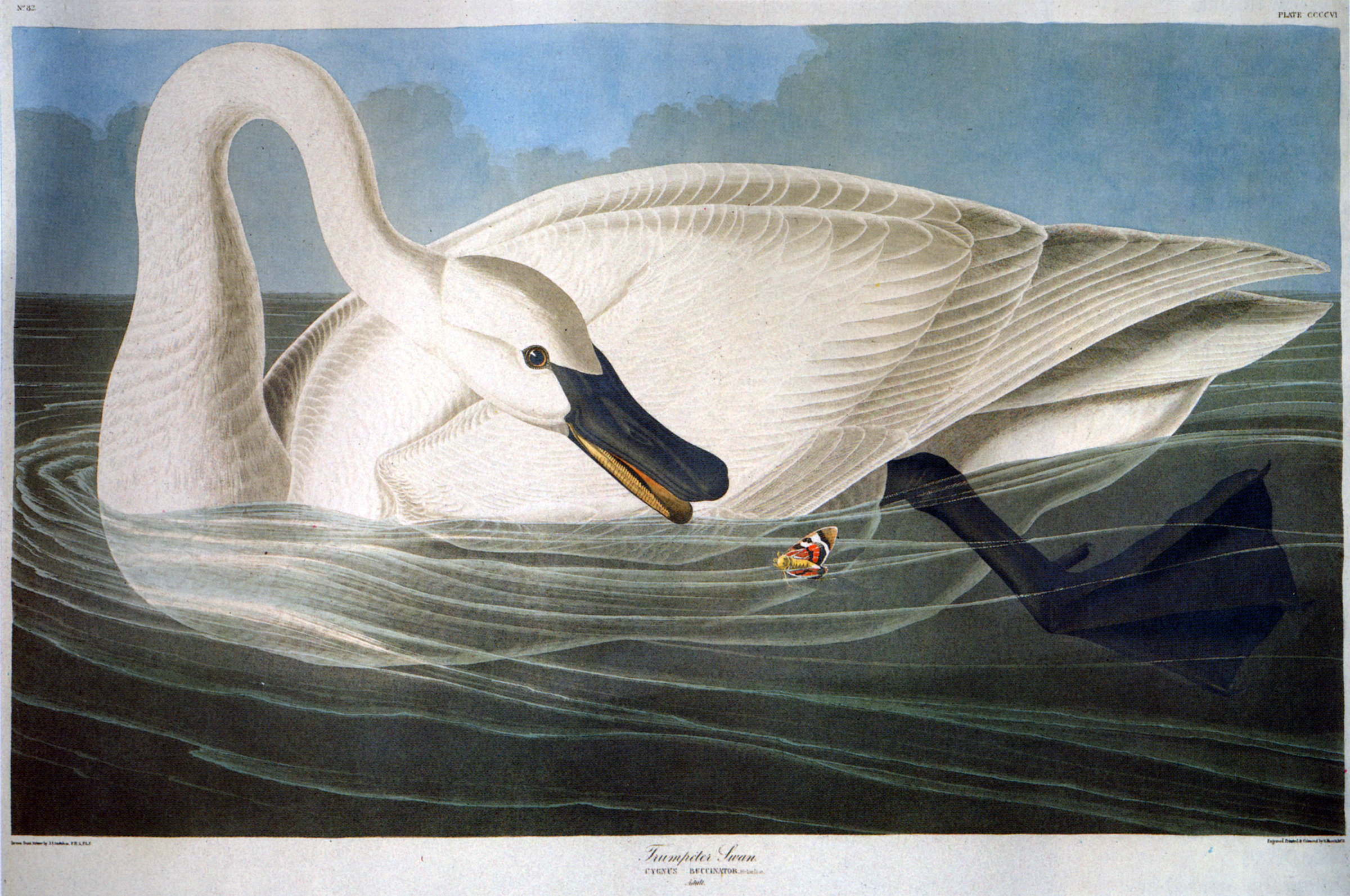
Peinture de John James Audubon dans The Birds of America (1838)